# Hendrik Charles Focke
Hendrik Charles Focke (Paramaribo, 16 augustus 1802 – aldaar, 29 juni 1856) was een Surinaams jurist, lexicograaf en botanicus. Hij was voorzitter van het gerechtshof voor kleine vergrijpen, onderzocht en publiceerde over flora in Suriname en stelde een woordenboek van Sranantongo samen.

## Biografie
Hendrik Charles Focke was de zoon van een Nederlandse plantagehouder en een lokale zwarte moeder.
In 1820 vertrok hij naar Nederland voor opleiding aan de Universiteit Utrecht. Hij promoveerde in 1827 in de rechten met het proefschrift De pretio in emtione venditione ("Over de prijs bij het kopen en verkopen"). Hij bleef enige tijd in Nederland wonen en nam in 1831 als vrijwilliger in het Nederlandse leger deel aan de Tiendaagse Veldtocht.
In 1834 keerde hij terug naar Suriname. Hij werkte aanvankelijk als advocaat en trad in 1837 in overheidsdienst. Uiteindelijk werd hij voorzitter van het Surinaamse Collegie van Kleine Zaken, een gerechtshof dat zich bezighield met kleine vergrijpen.
In 1855 was hij een van de mederedacteuren van het tijdschrift West-Indië, waarvan slechts twee nummers verschenen. Focke deed ook onderzoek naar de lokale flora, in het bijzonder naar orchideeën. In de jaren 1850 publiceerde hij enkele bijdragen in het Leipziger tijdschrift Botanische Zeitung. Vanaf 1851 was hij corresponderend lid van de Koninklijke Nederlandse Akademie van Wetenschappen.
In 1855 publiceerde hij het Neger-Engelsch woordenboek, een woordenboek van de creoolse taal van de zwarte bevolking in Suriname, het Sranantongo. Het woordenboek wordt door de moderne taalkunde als een waardevolle bron beschouwd, aangezien Focke vermoedelijk zelf moedertaalspreker was. Zijn artikel over de muziek van Surinaamse creolen (De Surinaamsche Negermuzijk) verscheen postuum in 1857.